# Soreq
Soreq (en hebreo: נחל שורק, naḥal soreq), es el nombre de un arroyo y un valle mencionado en Libro de los Jueces (16:4) de la Biblia, es probablemente un punto en la frontera entre los antiguos filisteos y la Tribu de Dan de los israelitas. 
Era el lugar donde Dalila vivía, y Sansón la conoció por primera vez. Era también el lugar donde ella lo tentó para que le revelase el secreto de su fuerza, y donde los filisteos lo capturaron: 
Marchó Sansón a Gaza y vio allí una mujer prostituta y llegóse a ella. [...] Sucedió después de esto que se enamoró en el Valle de Soreq, de una mujer cuyo nombre era Dalila. Los sátrapas de los filisteos subieron hasta ella y dijéronle: «Sedúcelo y observa dónde estriba su enorme fuerza y cómo lo podríamos dominar, y lo ataríamos para reducirlo. Nosotros te daremos mil cien siclos de plata». (Jueces, 16, 1-5)
El midrash (Números Rabbah 9) indica que el soreq es un "árbol sin fruto", lo que implica una lección moral y metafórica, sugiriendo que la implicación de Sansón en su relación con Dalila fuera eventualmente "infructuosa". Sin embargo, otra etimología sugiere que el "soreq" signifique la "vid especial" y se refiera a las uvas y a los vinos producidos en la región.